# ロストラ

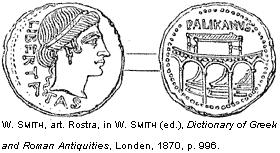
ローマ硬貨に描かれた共和政ローマ初期のロストラ

ロストラ（Rostra）は共和政ローマからローマ帝国の時代にローマ市内に建っていた大きな演壇である。ロストラに立った演説者はコミティウムの北側、元老院の議事堂に向かい、その間に集まった聴衆に向かってしゃべる。suggestus または tribunal とも呼ばれ、王政ローマ時代にまで遡る最初のロストラは Volcanal の異名を持つ。
ロストラとは戦艦の船首（船嘴）の意で、紀元前338年アンティウムでの戦いで勝利した際に6個のロストラを戦利品としてローマに持ち帰り、演壇の側面に設置したのが名前の由来である。もともとはフォルム・ロマヌムのコミティウムにある構造物を指す言葉で、通常は元老院の議事堂（クリア）と対応付けられている。ローマ帝国時代になると他にも「ロストラ」と呼ばれる演壇ができたため、それらと区別すべく「ロストラ・ウェテラ」（Rostra Vetera、古いロストラ）と呼ばれるようになった。他のロストラは建設者の名やそれを捧げられた人の名を冠して呼ばれる。
政務官、政治家、代弁者などの演説者がこの一段高い演壇に立ち、ローマ中から集まった人々の前で演説を行った。アウグルが templum として神聖化した最初のロストラは紀元前6世紀には建てられた。このロストラは何度か建て替えられて大型化していったが、数世紀の間同じ場所にずっと存在していた。
共和政末期、ユリウス・カエサルはフォルムとコミティウムの配置を変更し、元老院議事堂の場所も移した。彼はクリア・コルネリアを解体した際にロストラをコミティウムの外に移した。これによって議事堂がフォルム全体に占めていた統率的位置を剥奪し、その最後の修復中にロストラと極めて近い位置になるようにした。彼の甥で最初のローマ皇帝となったアウグストゥスはカエサルの始めたこのプロジェクトを完成させ、ロストラを拡張した。これをロストラ・アウグスティ (Rostra Augusti) と呼ぶ。今日フォルムの発掘で出土したものは、セプティミウス・セウェルスの凱旋門の近くにあり、長年の使用により何度も修復と拡張を加えた跡がある。修復の際に何度か新たな名誉の名称を付けられたが、学者や考古学者やイタリア政府はこの祭壇が「ロストラ・アウグスティ」であり、その中に「ロストラ・ウェテラ」があるとしている。
rostrum という言葉は演説用の演壇を意味するが、これはロストラが語源である。ただし演説者は rostrum の場合はその前に立ち、rostra の場合はその上に立つ。rostra はローマ市内にも国全体にも多数存在したが、Rostra はただ1つの特定の構造物を指す。

## 歴史
フォルム・ロマヌムが造られる前からコミティウムは存在し、全ての政治活動や裁判が行われ、市民が集まる公共の場所だった。初期のローマ王から始まってキケロまで、様々な演説者の話を聞くためにローマ市民が集まり、彼らの叙事詩的演説を聞いた。古い文献には神殿と祭壇が最初の suggestum として継承されてきたことを記している。それはウゥルカーヌス神の神殿であり、2つの祭壇がそれぞれ別の時代に建てられた。このエトルリア時代の祭壇はもともとは神殿の前にあったが、後にクリア・オスティリア内に移された。
共和政後期には、打ち倒した政敵の首を晒す場所としてロストラが使われた。ガイウス・マリウスと執政官ルキウス・コルネリウス・キンナは紀元前87年にローマを奪取し、打ち倒した執政官グナエウス・オクタウィウスの首をロストラの上に晒した。その慣習はスッラやマルクス・アントニウスに受け継がれた。マルクス・アントニウスは紀元前43年のプロスクリプティオの一環でキケロを殺害し、その手と首をカエサルのロストラに晒すよう命じた。
カエサルは紀元前67年、元老院の反対を押し切って護民官アウルス・ガビニウスの提案した法案（レックス・ガビニア）を可決させるべくロストラ上から演説し、市民集会で法案を通した。この法案はグナエウス・ポンペイウスに地中海の海賊を討伐する大きな権限を与えるものだった。ブルトゥスとカッシウスは紀元前44年、カエサル暗殺後にフォルム内の冷ややかな民衆の前でロストラに上り、演説した。Millarは、共和政後期には暴力が公開の会合でよく見られるようになり、ロストラを物理的に支配することが重要な政治的目的になったとしている。

### トリブス民会と法廷
紀元前145年ごろまで、コミティウムではトリブス民会が開催され、そこで重要な決定をしたり、行政官を選出したり、犯罪者が告発され投票によって判決が下された。集会前に召集された行政官がアウグルとなり、ロストラ上を聖域 (templum) として清め、その後議事を進行した。行政官らがアウグルとして占った結果が悪くない場合のみ、他の行政官や元老院議員を招集し、さらに市民を呼び出すよう伝令官に命じた。伝令官はロストラ上や城壁上で集会が始まることを叫んで知らせた。集会においては、行政官、元老院議員、一般市民らが懸案事項や官職の候補者について賛成か反対かを話し合った。訴状について投票を行う前に、伝令官がロストラ上からそれを群衆に読んで聞かせた。最終的に、各トリブスがロストラ上の templum に呼ばれ、投票を行った。紀元前145年ごろ以降人口が増えすぎ、ローマの全市民をコミティウムに集めることが難しくなってきたため、トリブス民会の場所はフォルム内の反対側にあるカストルとポルックス神殿の前で行われるようになり、神殿前の階段が非公式のロストラとして使われた。
ロストラは裁判の集会にも使われた。共和政ローマでの刑事裁判は、トリブス民会の前に行政官が告発する形式でフォルムで行うか（その手続きは十二表法に規定されており、共和政中期には通常の手順だった）、制定法に基づいて50名から75名の陪審員を集めて陪審法廷 (quaestio de repetundis) を開くか（紀元前70年以降）のどちらかだった。コミティウムでの裁判の場合、ロストラが法廷 (tribunal) の役目を果たし、その上で行政官が大官椅子に座り、少人数の随行人が付き添う。他に裁判官 (subsellia)、陪審員、事件の当事者、その支持者らが参加する。周囲には見物人の輪 (corona) ができた。

### Vulcanal
ラピス・ニゲルの下に Vulcanal と呼ばれるウゥルカーヌス神の祭壇があり、名誉の円柱の基壇と古い石碑の2つの柱脚があり、神殿の中でも最も古い部分である。この場所が最初の Suggestum と定義されている。この神殿と祭壇はフォルムに面していた。
もともとのロストラは紀元前500年ごろの共和政成立期に建てられた。それが「ロストラ」と呼ばれるようになったのは紀元前338年のラティウム戦争末期以降で、アンティムで戦利品として捕獲した船の船首（船嘴）でそれを装飾してからである（船首をロストラと呼ぶ）。
ロストラはコミティウムの南側、クリア・オスティリア（もともとの元老院議事堂）とは反対側に位置し、コミティウムとフォルム・ロマヌムを見渡せるようになっていた。船首以外に日時計も装飾として設置されており、その時々の重要な政治家の像も設置されていた（カミルス、スッラ、ポンペイウスなど）。一般市民もロストラを含むフォルムのあちこちに名誉の円柱や記念碑を建てた。ある時点で、元老院は寄贈者が自分でそういった記念碑を撤去しない場合は、強制的に撤去すると脅した。

### ロストラ・ウェテラ
もともとのロストラの形式は、単純な木組みの台であり、ローマ法廷 (tribunal) と似ている。ロストラはアンフィテアトルムの南の外形に沿ってカーブを描いていたと考えられる。この構造は Christian Charles Josias Bunsen がロストラが描かれた2種類のローマ硬貨を研究して導き出したもので、アーチで支持された円形の建物の上に手すりつきの演壇が載っている。その演壇の左右両側に上に登るための階段がある。それがコミティウムに面して建っており、その後ろに柱で支持された演台がある。この形式は後の古い教会の説教壇にも受け継がれたと見られ、東西両側に壇に登るための階段があり、伝道師は東側から登壇し、西側から降壇した。このような古い形式の説教壇は、ローマではサン・ロレンツォ・フオーリ・レ・ムーラ大聖堂などに見られる。

### 建築要素についての議論と混乱
この構造物の建築要素については、過去100年間以上の間に様々な考え方や理論が提示されてきた。ローマ帝国期以前のロストラのイメージについては文献や証拠が非常に少ない。
発掘によって、コミティウムが何層にも重なっていることとロストラが少なくとも3つの演壇に分かれていたことがわかり、さらに混乱を生じさせた。火災や侵略などの災害で破壊と再建を繰り返した地域であるため、その形状は再建以前と異なるものになった恐れがある。フォルムへの最初の移転以降のロストラ・ウェテラの度重なる再建で記念として新たな名称が与えられたことも混乱に拍車をかけている。
Robert Morstein-Marx は著書 "Mass Oratory and Political Power in the Late Roman Republic" の中で、スッラによるコミティウムの再編成はなかったという説を提唱している。彼の主張は単にそのような証拠はないというものである。Marxは考古学者 Einar Gjerstad の描いた図に基づくもので、その中では円形のコミティウムの中でロストラ・ウェテラはその一角にすぎないものとしている。しかし、Cosaなどの他の共和政時代のローマ都市の考古学的証拠では、円形のアンフィテアトルムがその都市の議事堂に隣接しており、その階段上に規模の小さい演壇 (rostra) があった。これは直接的な証拠ではないが、ローマのコミティウムに残っている半円形の構造の遺構が同様の機能を持つ構造だったことを示唆している。
ローマ帝国時代の多数の記念碑的建築物にある大きなロストラについての描写がいくつかある。それらはアウグストゥスのロストラと関連付けて考えられたため、初期の研究者は共和政時代の演壇も同じ構造だと結論付けた。しかし、最近ではそれらの描写は Rostra Diocletioni についてのものだと認識されている。その大きさは同等で、どちらもフォルム・ロマヌムに建設された。
フォルムで見つかった遺構は文献の記述などからロストラ・アウグスティと識別されているが、その中核には元々のロストラ・ウェテラが隠されていると信じられている。尊敬と名誉をこめてカエサルの時代にそのように名付けられた。それをカエサルが移動したためカエサルのロストラと呼ばれるようになった。さらにそれをアウグストゥスが拡張したため、ロストラ・アウグスティとなった。その後もロストラは修復と拡張を施され、同じ建築物に複数の名称が付けられるようになった。

## 名誉ある名称

### ロストラ・アウグスティ

上にある記念碑を除いたロストラ・アウグスティの正面図

ユリウス・カエサルは紀元前44年、フォルム・ロマヌムの再建の一部としてロストラ・ウェテラを移設させた。このロストラを考古学者は "Caesarian Rostra" と呼び、もともとのロストラのほぼ全ての材料を再利用して組み込んでいる。フォルム・ユリウムの南西端に置かれたロストラは、もはや元老院議事堂とは無関係となった。カエサルはそれをフォルム・ユリウム内のカエサル神殿の正面に相対するように配置した。カエサルの突然の死で未完成となっていたが、アウグストゥスがロストラを拡張させ完成させ、その正面を矩形にした。この新しいロストラは、アウグストゥスが紀元前29年にフォルムの反対側の端に建設させたもう1つのロストラと区別するため、"Rostra Vetera" と呼ばれるようになった。このロストラは神君ユリウスの神殿の一部であり、アクティウムでの戦いの戦利品である船首で装飾されていた。Williams College の教授 John E. Stambaugh はこの配置を「同時代の趣味とアウグストゥスの無情な命令を反映したもの」と評している。

### ロストラ・ヴァンダリカ

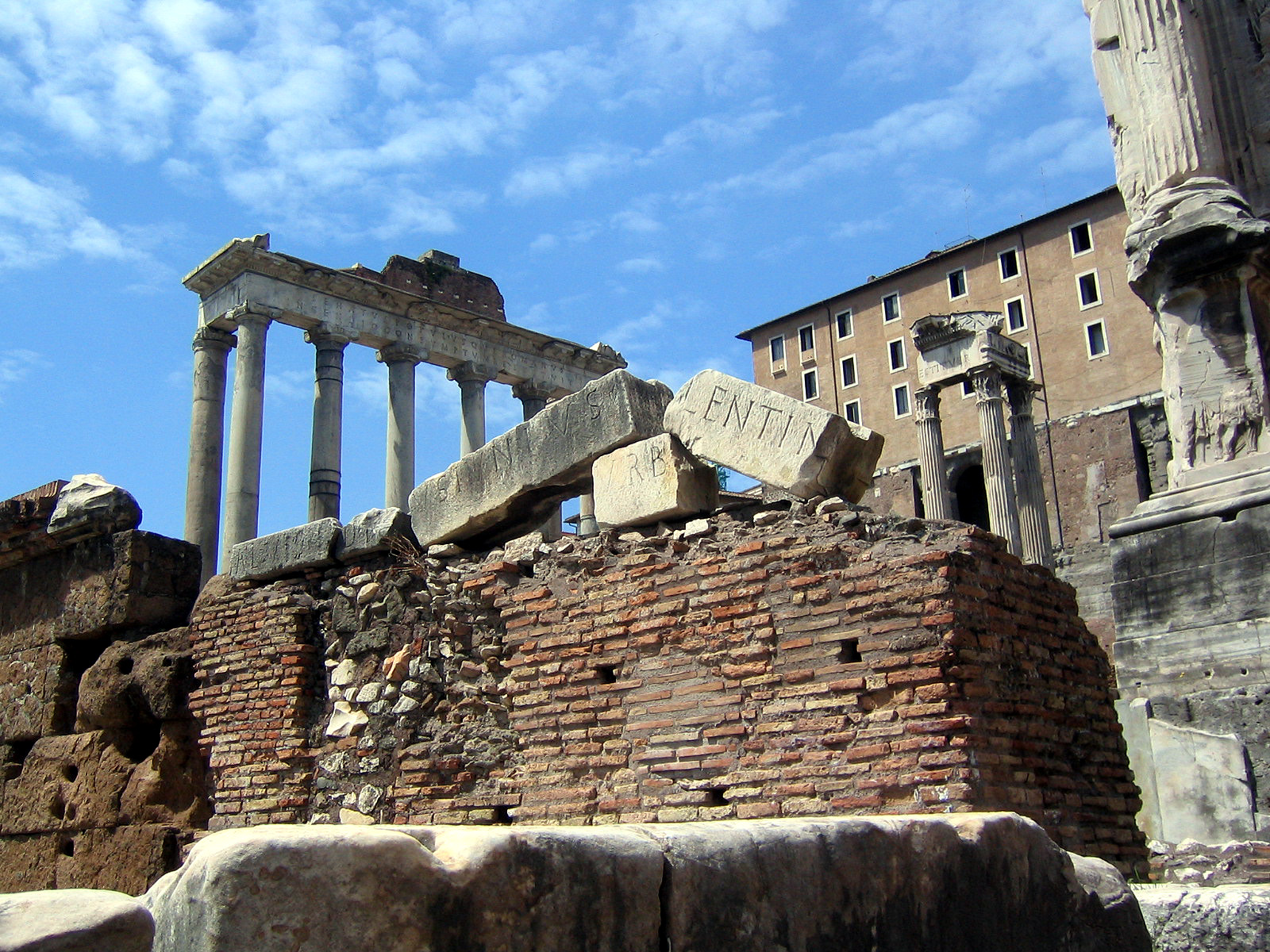
ロストラの追加部分。今日ではロストラ・ヴァンダリカと呼ばれている。

ロストラ・アウグスティがロストラ・ウェテラを内包しているように、ロストラ・ヴァンダリカ (Rostra Vandalica) はロストラ・アウグスティを含んでいる。これは単純に古い演壇を拡張して広くしたものである。急いでレンガを積んだもので、それほど精巧な建築ではない。ロストラ全体からみればごく一部だが、当時は全体をこの名前で呼んだ。ヴァンダル族との海戦で鹵獲した船の船首を装飾に使ったとされているが、時代が異なり、この拡張が行われた当時、ローマ周辺で海戦をしかけてくるような敵は存在しなかった。そのため、単に他の部分と外観を合わせるために同じ装飾を施したものと思われる。大理石の石版を外装に使っていた点も他の部分と同じである。
大理石の碑文入りの飾り額があるが、その配置の奇妙さと碑文の内容は論争の的になっている。

### Rostra Ad Palmam/Domitian/Flavian Rostra
これらの名称は、ロストラ・アウグスティを後に修復した者の名を冠した呼称である。これらの名称を記した文献では、いずれもその所在地は同じである。

## 現状

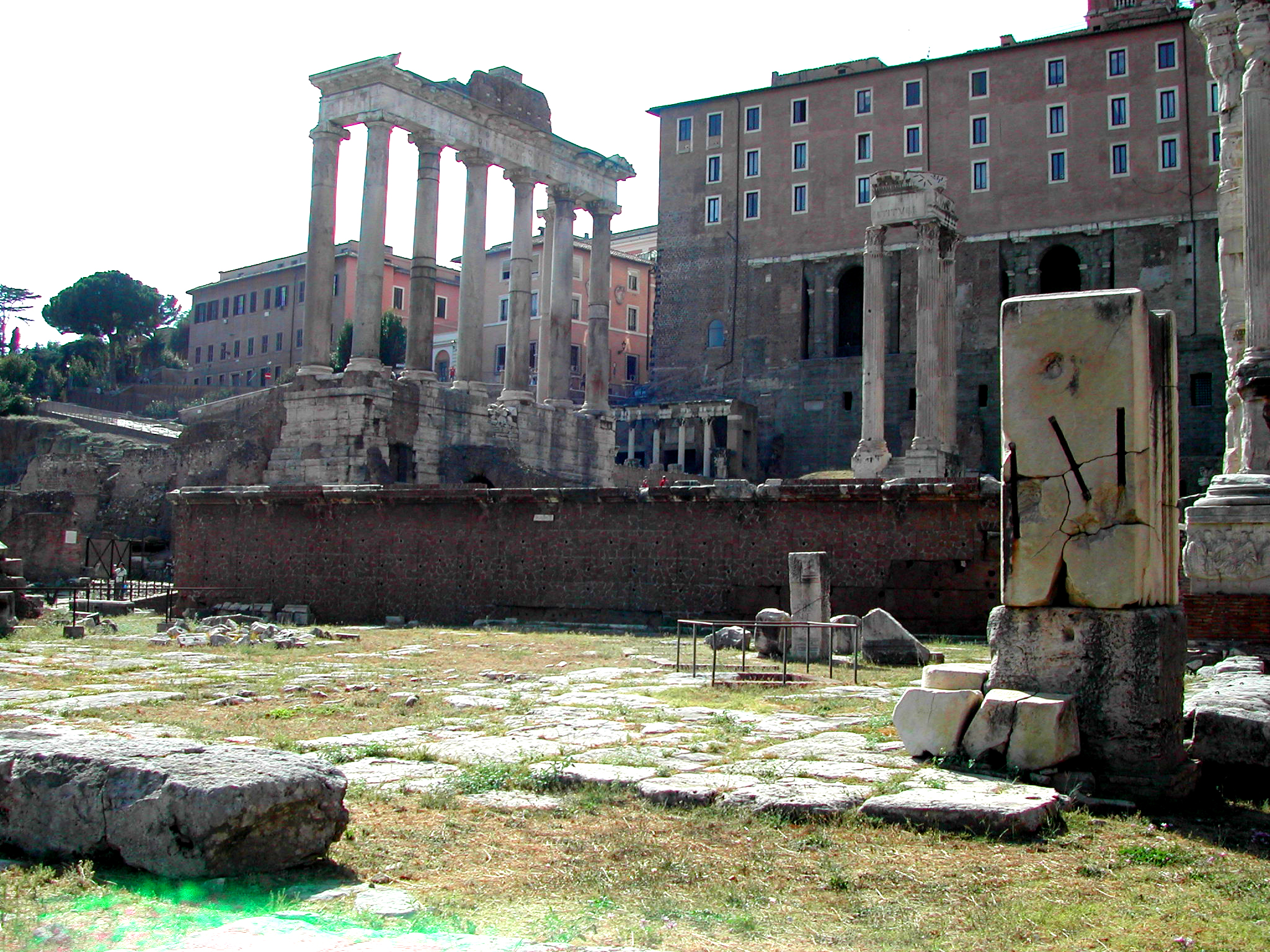
今日のフォロ・ロマーノで復元されたロストラ

現存している構造は、20世紀初期に復元された結果である。大きな茶色のトゥファのブロックがオリジナルのもので、カエサルが元のコミティウムの位置から移したものとされている。正面から見て左側から約90%の部分は現代の石材で再現したものである。1800年代中ごろまで、この場所には今にもくずれそうな建物群が建っていたが、後にイタリア政府がフォルム発掘のために土地を買い取って取り壊した。右端に追加された部分はセプティミウス・セウェルスの時代のものとされている。この遺構がどのロストラなのかは考古学者の間でも結論が出ていないが、一般にカエサルとアウグストゥスのものと信じられている。
2008年11月、激しい雨が Vulcanal を守っていたコンクリートに損傷を与え、ラピス・ニゲルなどにも損傷を与えた。ローマの考古学監督である Angelo Bottini 教授は、今後長く観光客がこの遺跡を楽しめるように保護策を施すまでは、古代遺跡を保護するための日よけやテントが必要だとした。

## その他のロストラ

### Rostra Iulii
紀元前29年、アウグストゥスはカエサル神殿の前、カエサルのロストラとはフォルム・ユリウムを挟んで反対側に新たなロストラの建設を命じた。アクティウムの海戦で鹵獲したガレー船の船首で装飾され、法廷として使われていた。

### Rostra Diocletiani
カエサル神殿の前に位置し、フォルム・ロマヌムの中ではロストラ・アウグスティとは反対側にあった。大きさはロストラ・アウグスティと同じくらいだが、頂上の演壇への上り口がいくつもあった。このロストラはフォルム発掘時点では存在そのものが知られておらず、研究者や歴史家を混乱させる元になった。この構造物の年代を誤り、文献にも記されていなかったため、間違った名前を付けられたせいもあって、ロストラのほぼ全部が中世の建築物の一部とされてしまった。20世紀に発見されるまで、この構造物についての文献や図は間違ってロストラ・アウグスティのものと見なされていたため、現在のロストラ・アウグスティの復元の形状が正しいかどうかについて論争が続いている。コンスタンティヌスの凱旋門に描かれているのはロストラ・アウグスティではなく Rostra Diocletiani だと考えられている。

## 参照項目
- ロストラ柱